# St Andrew’s-by-the-Green

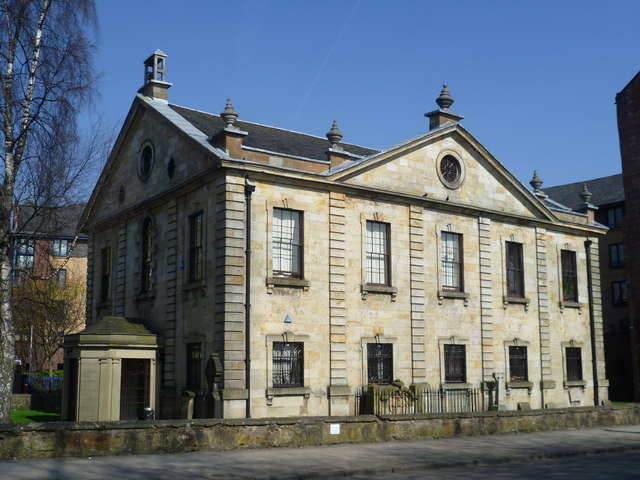
St Andrew’s-by-the-Green

St Andrew’s-by-the-Green ist ein ehemaliges Kirchengebäude und heutiges Geschäftshaus in der schottischen Stadt Glasgow. 1966 wurde das Bauwerk in die schottischen Denkmallisten in der höchsten Denkmalkategorie A aufgenommen.

## Geschichte
Das Gebäude wurde ab 1750 von den Steinmetzen Andrew Hunter und William Paull in Zusammenarbeit mit Thomas Thomson als erste Episkopalkirche Glasgows erbaut. Um das Jahr 1900 wurde eine Apsis hinzugefügt, die zwischenzeitlich wieder abgebrochen wurde. 1981 wurde die Kirche restauriert. Sechs Jahre später begann der Umbau zu einem Geschäftshaus. Heute beherbergt es den Sitz der Glasgow Association for Mental Health.

## Beschreibung
St Andrew’s-by-the-Green befindet sich an der Einmündung der Turnbull Street in die Greendyke Street südöstlich des Glasgower Zentrums. Das klassizistisch ausgestaltete, längliche Gebäude ist symmetrisch aufgebaut. Sein Mauerwerk besteht aus polierten Steinquadern. Die südexponierte Frontfassade der zweistöckigen Kirche ist fünf Achsen weit. Rustizierte Zierbänder gliedern die Fassade vertikal. Es sind längliche Fenster verbaut, die im Erdgeschoss beinahe quadratisch sind. Sie schließen mit Architraven mit stilisierten Schlusssteinen. Die Fassade schließt mit einem Dreiecksgiebel mit Okulus im Tympanum. Darunter läuft ein Kranzgesims um.
Die Giebelseiten sind drei Achsen weit. Mittig finden sich Eingangstüren; an der Westseite in einem flachen polygonalem Vorbau aus dem früheren 19. Jahrhundert. Ein darüberliegendes Rundbogenfenster war einst mit Bleiglas, möglicherweise von Stephen Adam, gestaltet. Auf dem abschließenden Dreiecksgiebel sitzt ein kleiner hölzerner Dachreiter mit offenem Geläut auf. Das abschließende Satteldach ist mit Schiefer eingedeckt.